# اصغری، سابیوال
اصغری (به انگلیسی: Asghari) یک منطقهٔ مسکونی در پاکستان است که در پنجاب واقع شده‌است. اصغری ۱۵۵ متر بالاتر از سطح دریا واقع شده‌است.